# 妮科尔·泽利克曼
妮科尔·泽利克曼（希伯來語：‎，2001年1月30日—），以色列艺术体操运动员，2016年欧洲青年艺术体操锦标赛圈操银牌得主和球操铜牌得主、2019年欧洲艺术体操锦标赛圈操铜牌得主、2019年世界艺术体操锦标赛团体银牌得主、2021年欧洲艺术体操锦标赛团体铜牌得主。